# Książka artystyczna

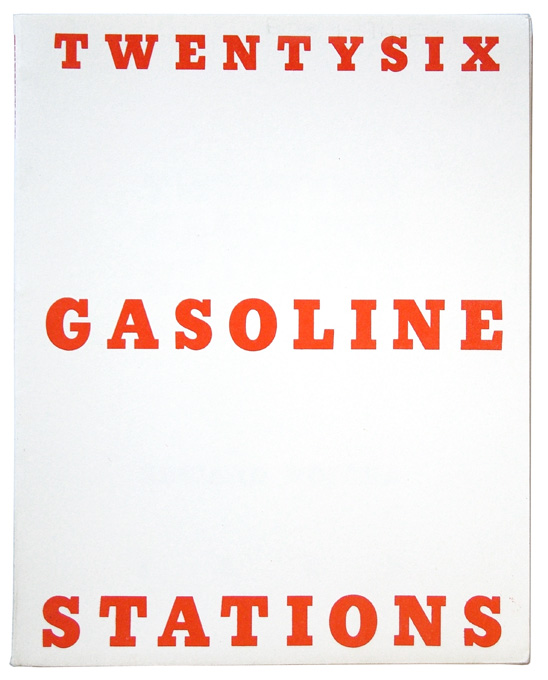
Twentysix Gasoline Stations to pierwsza książka artystyczna stworzona przez amerykańskiego artystę pop, Eda Ruscha. Opublikowana w kwietniu 1963 w przez jego własne wydawnictwo National Excelsior Press, miała istotny wpływ na rozwój twórców książki artystycznej, zwłaszcza w Ameryce. Książka jest tym, co sugeruje jej tytuł: znajdują się w niej fotografie dwudziestu sześciu stacji wraz z podpisami wskazującymi na ich markę i lokalizację.

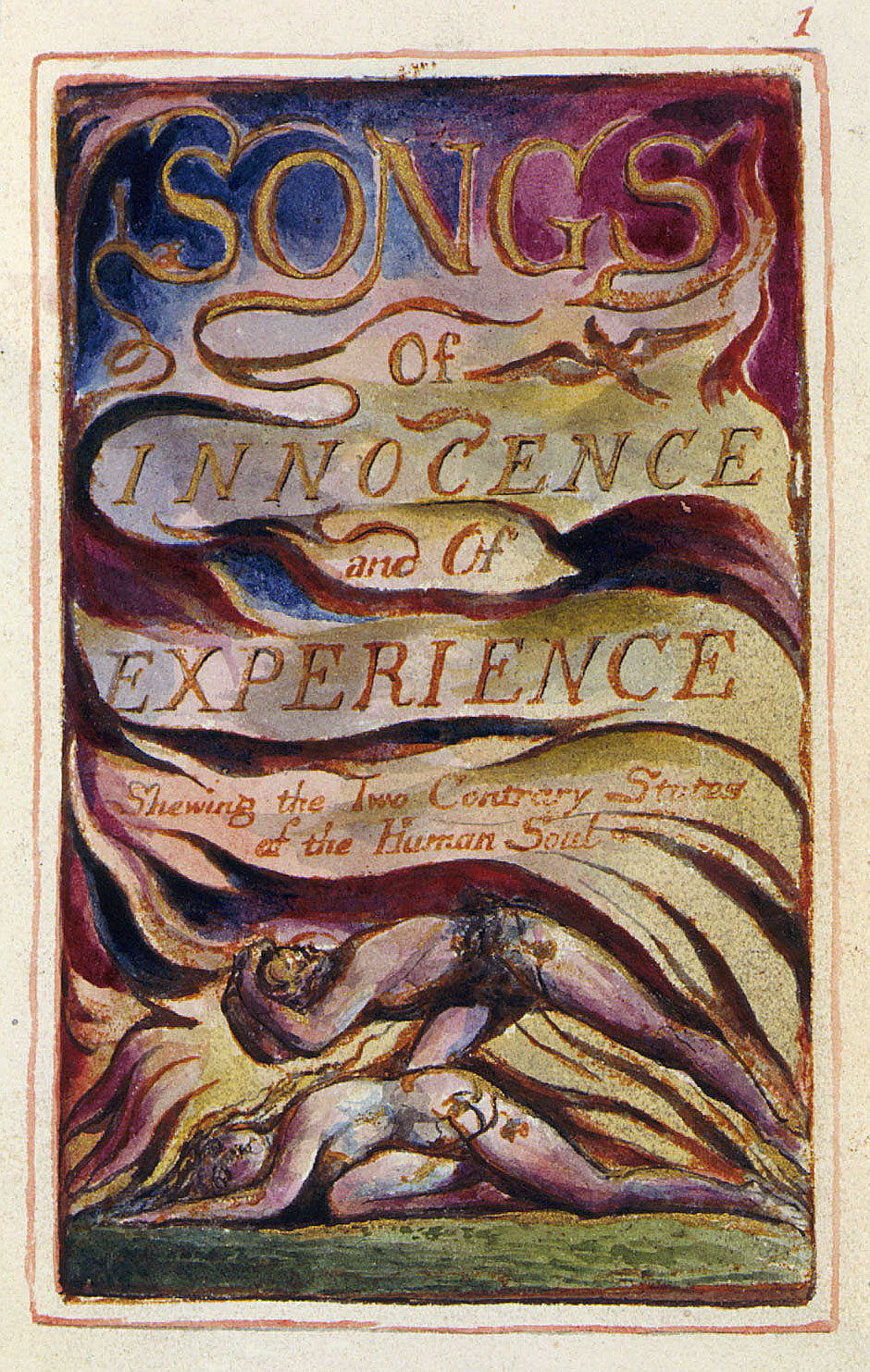
Ręcznie wykonany frontyspis autorstwa Williama Blake’a do Songs of Innocence and of Experience, ilustrowanego tomiku jego poezji. Ta wersja frontyspisu jest z Egzemplarza Z obecnie przechowywanego w Bibliotece Kongresu.

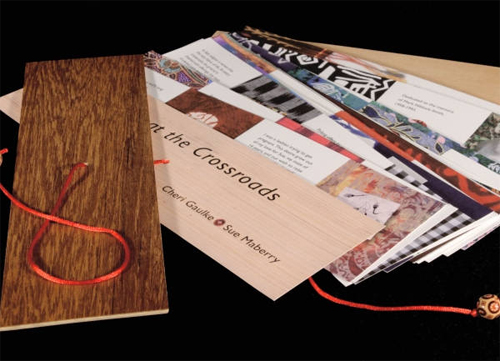
„Offerings at the crossroads” to książka artystyczna autorstwa Cheri Gaulke i Sue Maberry. Wykonana w nakładzie 100 egzemplarzy, odnosi się do balijskich książek palmowych. Zaprojektowana na komputerze i wydrukowana cyfrowo. Jest to historia dwóch par w podróży na Bali, z których jedna próbuje począć dziecko a druga umiera na AIDS; opowiedziana obrazami i tekstem.

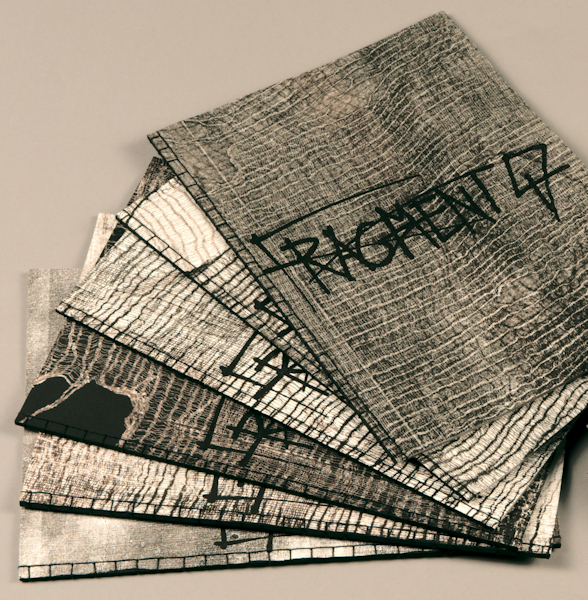
„Fragment 47” to książka artystyczna autorstwa Anny Juchnowicz z ASP we Wrocławiu. Jest jedną z dziewięciu książek inspirowanych poezją Safony; tytuł odnosi się do jednego z zachowanych fragmentów. Ideą całego cyklu jest ukazanie charakteru, emocji i fragmentaryczności tej części dzieła Safony, która zachowała się do dziś. Książki wykonane są w technice litografii, druku cyfrowego, fotografii, a także z użyciem instalacji przestrzennych i dźwiękowych.

Książka artystyczna – dzieło artystyczne wykonane w formie książki, przypominającej książkę, albo zainspirowanej dowolnymi aspektami tworzenia książki. Zazwyczaj powstaje w niewielkiej liczbie egzemplarzy (podobnie jak grafika artystyczna), albo jako unikat. Określenia „książka artystyczna” (w jęz. angielskim, „artist’s book”) prawdopodobnie pierwszy raz użył Stefan Klima, w swojej publikacji na temat zbiorowej wystawy w Moore College of Art and Design w Filadelfii (1973). Tworzenia tego typu dzieł chętnie podejmują się graficy, tym bardziej że grafika artystyczna wyewoluowała z grafiki użytkowej, której jedną z podstawowych funkcji było kiedyś ilustrowanie książek. Pod wpływem rosnącej popularności książką artystyczną zajęli się również malarze, traktując ją zupełnie inaczej: bardziej jako narzędzie swobodnej ekspresji, niż dzieło projektowe. Nieco odmienną kategorią jest fotoksiążka, która co prawda nie nosi cech unikatu, jako że można ją powielać dowolną ilość razy za pomocą druku cyfrowego, ale jest to narzędzie przyjęte przez niektórych fotografików do wypowiadania się w sposób najbardziej zbliżony do natury ich pracy. W niektórych przypadkach fotoksiążka, podobnie jak książka artystyczna, zawiera w sobie jakiś rodzaj narracji i jest nie tylko katalogiem prac autora, ale także dziełem artystycznym. „Książki artystyczne to książki, albo obiekty książkowe, nad których ostateczną formą autor miał wysoki poziom kontroli; gdy książka ma sama w sobie być dziełem sztuki” – Stephen Bury.

## Na świecie

### Awangarda 1909–1937
Wiele różnych grup europejskich artystów awangardowych przed I Wojną Światową zainteresowało się pamfletami, plakatami, manifestami i książkami. Był to sposób na zyskanie publiczności omijając tradycyjne systemy galerii, ale także na rozprzestrzenianie idei i tworzenie przystępnych, niedrogich dzieł sztuki które mogły (teoretycznie) być zauważone przez ludzi którzy nie mieli w zwyczaju odwiedzać galerii sztuki.
Przykładem takiego ruchu byli włoscy futuryści, w szczególności Filippo Marinetti (1876–1944). Publikacja „Manifestu Futurystów” w 1909 roku, na okładce francuskiego dziennika Le Figaro, była znaczącym wydarzeniem skutkującym międzynarodową rozpoznawalnością. Marinetti skorzystał z tego by podróżować po Europie, inspirując ruchy zmierzające w stronę tworzenia pamfletów i książek. Przykładowo w Londynie odwiedziny Marinettiego uprzedziły powstanie ruchu Wortycyzmu Wyndhama Lewisa, którego magazyn literacki „Blast” jest wczesnym przykładem periodyku modernistycznego, podczas gdy książka Davida Bomberga Russian Ballet (1919), w której tekst przeplatał się z abstrakcyjnymi kolorowymi litografiami, jest kamieniem milowym w historii anglojęzycznych książek artystycznych. Jednak najbardziej wpływowe odgałęzienie ruchu futurystów powstało w Rosji. Marinetti odwiedził ją w 1914, zaszczepiając futurystyczne zasady prędkości, niebezpieczeństwa i kakofonii.

### Rosyjski futuryzm 1910–1917
Rosyjscy futuryści, skupieni w Moskwie wokół grupy Zaum (interesującej się eksperymentami lingwistycznymi, symboliką dźwięku i tworzeniem języka), stworzyli serię książek kwestionujących wszelkie założenia tradycyjnych sposobów ich wykonywania. Podczas gdy niektóre z nich były typowymi tomikami poezji wykonanymi w niezbyt skomplikowany sposób, wiele innych stanowiło zabawę z formą, strukturą, materiałami i treścią, w sposób który wciąż wydaje się bardzo współczesny. Do autorów tych zaliczali się Dawid Burluk, Elena Guro, Wasilij Kamienski czy Wielimir Chlebnikow.
Główne dzieła, takie jak Worldbackwards (1912) Chlebnikowa czy Wojna (1916) Aleksieja Kruczonycha, zawierały np. ręcznie napisany tekst, zestawiony z ekspresyjnymi litografiami i z elementami kolażu. Były wydawane w małych nakładach, w których zdarzały się znaczne różnice pomiędzy poszczególnymi egzemplarzami. Inne ich dzieła były eksperymentami z użyciem materiałów takich jak tapeta, nietypowych technik drukarskich: takich jak kalka czy hektograf, oraz technik składania książki, na przykład stosując losową kolejność stron, tak że każdy z egzemplarzy książki nabierał nieco innego znaczenia kontekstowego. Po rewolucjach w Rosji 1917 roku tamtejszy futuryzm stopniowo wyewoluował w konstruktywizm, gdzie centralnymi postaciami byli Władimir Tatlin i Kazimierz Malewicz. Próbując stworzyć nową sztukę proletariatu w epoce komunizmu, książki konstruktywistów również miały duży wpływ na europejskie awangardy, szczególnie na grupy artystyczne nawiązujące do komunizmu, dla których inspiracją był na przykład El Lissitzky.

### Po II wojnie światowej
Często uważany za autora definicji współczesnej książki artystycznej, Dieter Roth
(1930-98) stworzył serię prac które systematycznie dekonstruowały formę książki. Jego prace pozwalały na przykład na zobaczenie więcej niż jednej strony książki naraz (Picture Book, 1957). Roth eksperymentował także z ponownym wykorzystaniem starych komiksów, gazet, arkuszy drukarskich. Jego prace, chociaż pierwotnie wykonane na Islandii w bardzo małych nakładach, znajdowały następnie licznych wydawców w Europie i Ameryce Północnej, były też przedrukowywane przez niemieckiego wydawcę Hansjörga Mayera w latach siedemdziesiątych, co czyniło je bardziej dostępnymi niż prace innych artystów.
Niemal równolegle, w Stanach Zjednoczonych, Ed Ruscha wydrukował swoją pierwszą książkę, Twentysix Gasoline Stations (1963) w nakładzie 400 egzemplarzy, ale do końca dekady dodrukował ręcznie niemal cztery tysiące kopii. Książka odnosi się wprost do amerykańskich dzienników podróży, takich jak The Americans Roberta Franka (1965), ale tematem jej jest podróż Ruscha między jego własnym domem w Los Angeles a domem rodziców w Oklahomie. Rusha swoją publikacją zapoczątkował serię homogenicznych książek, z których następnymi były Every Building on the Sunset Strip (1966) i Royal Road Test (1967). Książka artystyczna była także ważnym elementem w rozwoju sztuki konceptualnej. W Ameryce Północnej: Lawrence Weiner, Bruce Nauman i Sol LeWitt, w Wielkiej Brytanii Art & Language, we Włoszech Maurizio Nannucci, oraz Jarosław Kozłowski w Polsce, korzystali z książki artystycznej jako narzędzia twórczej ekspresji.
Bogatym źródłem wiedzy na temat wydarzeń, konkursów, wystaw, projektów zbiorowych dotyczących książek artystycznych, oraz najnowszych dzieł artystów indywidualnych są Book Arts Newsletters wydawane przez Centre for Fine Print Research (CFPR), czyli ośrodek akademicki zajmujący się badaniami nad drukiem wysokiej jakości, działający przy University of the West of England w Bristolu. Wystawy książek artystycznych są również często obecne przy okazji różnych targów książki w wielu krajach. Książki te znajdują się również w prywatnych kolekcjach twórców, wymieniających się swoimi dziełami między sobą.

## W Polsce
Ciekawą kolekcję posiada Muzeum Książki Artystycznej w Łodzi, istniejące od 1993 r. Akademia Sztuk Pięknych w Gdańsku (Wydział Grafiki) 6 kwietnia 2016 zorganizowała sympozjum „Koniec książki”, którego tematem przewodnim była kondycja książki we współczesnym świecie; wiele prezentacji dotyczyło książki artystycznej. Oprócz tego wiele Akademii Sztuk Pięknych w całej Polsce umożliwia studentom tworzenie książek artystycznych na niemal wszystkich wydziałach; powstają książki ceramiczne, rzeźbiarskie, malarskie, jak również książki tworzone przez grafików i projektantów graficznych.
Wojciech Kaczorowski, w swoim artykule na temat książki artystycznej użył określenia „ilustracja (poza)książkowa”, dla odróżnienia tego zjawiska od innych przykładów książek, gdzie projektowanie i strona plastyczna mają duże znaczenie. Zauważył, że w przypadku książki artystycznej „Oczywiste staje się uleganie pokusie trzeciego wymiaru. W tym momencie granica między ilustracją książkową a książką artystyczną zostaje przekroczona. Na mapie zależności słowa i obrazu pojawia się nowa kraina.”

## Książka artystyczna a sztuka introligatorska
Kwestia relacji między książką jako dziełem sztuki a tradycją introligatorską budzi różnego rodzaju kontrowersje. Są twórcy, dla których priorytetem jest dopracowane do perfekcji rzemiosło, często zajmujący się również renowacją zniszczonych egzemplarzy starych książek. Inni autorzy nie potrafią wykonać książki własnoręcznie – druk zlecają drukarni cyfrowej, składem i oprawą zajmuje się introligator, a nawet bywa to wykonywane maszynowo. Jedni i drudzy czasem tworzą dzieła aspirujące do miana książki artystycznej. Ponieważ granice tu (jak w każdej innej dziedzinie sztuki) są z natury płynne, to nie można kategorycznie rozdzielić które z tych dzieł może być za taką książkę uznane, a które nie. Być może kryterium rozstrzygającym powinna być intencja autora.
Jednym z artystów – rzemieślników jest Richard Årlin, który w swojej szwedzkiej pracowni – wydawnictwie „Stigbergets Stamp och Press” własnoręcznie wykonuje papier, na którym drukuje książki za pomocą przez siebie zaprojektowanej i ręcznie wykonanej metalowej czcionki. Książki te również sam oprawia. Na podstawie wykonanej przez niego czcionki metalowej została zaprojektowana również czcionka przeznaczona do druku cyfrowego, którą można wykorzystać w składzie komputerowym DTP.

## Galerie posiadające książki artystyczne
Poniżej znajduje się lista ważniejszych galerii i ośrodków sztuki w Polsce i na świecie, które mają w swoich kolekcjach książki artystyczne.
- Abecedarian Gallery[7] 910 Santa Fe Dr, #101, Denver, CO 80204, USA (coroczne wystawy i udostępnianie książek lokalnym społecznościom, bibliotekom, szkołom i uczelniom)
- art&fiction[8] Avenue de France 16, CH-1004 Lausanne, Szwajcaria
- Art Metropole[9] 1490 Dundas Street West, Toronto ON, M6K 1T5, Kanada
- Book Arts at the Centre for Fine Print Research[10] University of the West of England, Kennel Lodge Road, Bristol BS3 2JT, UK (uczelniana biblioteka ma ogólnodostępny dział poświęcony książkom artystycznym)
- Center for Book Arts New York[11] 28 W 27th Street 3rd floor, New York, NY 10001, USA
- Enitharmon Editions[12] 10 Bury Place, London WC1A 2JL, UK
- Galeria AT[13] ul. Solna 4, 61-735 Poznań, Polska (działa na terenie i pod patronatem Uniwersytetu Artystycznego w Poznaniu. Od 1990 roku organizuje wystawy prezentujące prace związane z książką artystyczną i poezją konkretną, wizualną, dźwiękową, cybernetyczną itp. pod hasłem „KSIĄŻKA I CO DALEJ”.)
- Galeria Pięknych Książek[14] ul. Pańska 96, 00-837 Warszawa, Polska (wystawia, promuje i sprzedaje książki rękodzielnicze i artystyczne)
- Galerie DRUCK & BUCH[15] Bergasse 21/2, A – 1090 Wiedeń, Austria
- Good Press[16] 5 St. Margaret’s Place, Glasgow G1 5JY, UK
- Kalamazzo Book Arts Center[17] 326 West Kalamazzo Ave., STE 103A, Kalamazzo, Michigan, USA
- Lendroit editions – art book print[18] 24 bis place du Colombier, Rennes Cedex, France
- London Centre for Book Arts[19] Unit 18, Ground Floor, Britannia Works, Dace Road, Fish Island, London E3 2NQ, UK
- Minnesota Center for Book Arts[20] 1011 Washington Avenue South, Suite 100, Minneapolis, USA
- Muzeum Książki Artystycznej w Łodzi[21] ul. Tymienieckiego 24, Łódź, Polska
- Salon für Kunstbuch[22] Luftbadgasse 16, 1060 Wiedeń, Austria
- San Francisco Center for the Book[23] 375 Rhode Island Street, San Francisco, USA
- Women’s Studio Workshop[24] P.O. Box 489 Rosendale, NY 12472, USA